# Боски ди Вила (Белуно)
Боски ди Вила (итал. Boschi di Villa) је насеље у Италији у округу Белуно, региону Венето.
Према процени из 2011. у насељу је живело 13 становника. Насеље се налази на надморској висини од 464 м.